# Trachyphonus
Trachyphonus és un gènere d'ocells de la família dels líbids (Lybiidae ).

## Llista d'espècies
Aquest gènere està format per 6 espècies:
- barbut capgroc (Trachyphonus margaritatus).
- barbut capvermell (Trachyphonus erythrocephalus).
- barbut crestat (Trachyphonus vaillantii).
- barbut d'Emin (Trachyphonus emini).
- barbut de D'Arnaud (Trachyphonus darnaudii).
- barbut de Tanzània (Trachyphonus usambiro).

Recentment algunes espècies han estat separades al gènere Trachylaemus.